# Resolutie 41 Veiligheidsraad Verenigde Naties
Resolutie 41 van de Veiligheidsraad van de Verenigde Naties was de tweede resolutie van 28 februari 1948 over de kwestie Nederland-Indonesië. Ze werd goedgekeurd met zeven stemmen tegen geen. Colombia, Syrië, Oekraïne en de Sovjet-Unie kozen ervoor zich te onthouden.

## Achtergrond
Tijdens het Nederlands-Indonesisch conflict riep de VN-Veiligheidsraad in resolutie 27 op tot een vreedzame oplossing. Een comité werd samengesteld en ter plaatse gestuurd om daarbij te helpen.

## Inhoud
De Veiligheidsraad had het rapport van het comité beschouwd met de stappen die door Nederland en Indonesië waren gezet om resolutie 27 na te leven. De Veiligheidsraad stelde tot zijn tevredenheid de ondertekening vast van een wapenstilstand en de aanvaarding van enkele principes die de basis van een politieke overeenkomst legden. De Veiligheidsraad loofde het comité voor zijn hulp aan de twee partijen om hun conflict op vreedzame wijze op te lossen. De Veiligheidsraad hield ook het aanbod van bijstand uit resolutie 31 staande. Beide partijen en het comité werd gevraagd om de Veiligheidsraad op de hoogte te houden van het verloop van de politieke overeenkomst.

## Verwante resoluties
- Resolutie 32 Veiligheidsraad Verenigde Naties veroordeelde het niet-aflatende geweld.
- Resolutie 35 Veiligheidsraad Verenigde Naties vroeg het comité van drie snel aan het werk te gaan.
- Resolutie 40 Veiligheidsraad Verenigde Naties vroeg extra aandacht voor West-Java en Madoera.
- Resolutie 55 Veiligheidsraad Verenigde Naties riep Nederland en Indonesië op het akkoord strikt te blijven naleven.

Lijst ·  38 ·  39 ·  40 ·  41 ·  42 ·  43 ·  44 ·  45 ·  46 ·  47 ·  48 ·  49 ·  50 ·  51 ·  52 ·  53 ·  54 ·  55 ·  56 ·  57 ·  58 ·  59 ·  60 ·  61 ·  62 ·  63 ·  64 ·  65 ·  66